# Hello World (песня)
«Hello World» — четвёртый сингл американской кантри-группы Lady Antebellum с их второго студийного альбома Need You Now. Авторами песни являются Том Дуглас, Тони Лейн и Дэвид Ли. «Hello World» была исполнена на церемонии вручения премии CMA Awards 2010.

## Видеоклип
Премьера видеоклипа «Hello World» состоялась на телеканале ABC в передаче Music Lounge 28 октября 2010 года. Режиссёром клипа стал Роман Уайт, видео было снято в Нашвилле в начале октября 2010.

## Позиции в чартах
«Hello World» дебютировала на 53 месте в Billboard Hot Country Songs 9 октября 2010, на 70 месте в Billboard Hot 100 27 ноября 2010 и на 96 месте в Canadian Hot 100 5 декабря 2010.
| Чарт (2010)                         | Лучший результат |
| ----------------------------------- | ---------------- |
| Канада (Billboard Canadian Hot 100) | 70               |
| США (Billboard Hot 100)             | 58               |
| США (Billboard Hot Country Songs)   | 12               |